# Japalura yulongensis
Espèce
Japalura yulongensis est une espèce de sauriens de la famille des Agamidae.

## Répartition
Cette espèce est endémique du Yunnan en République populaire de Chine.

## Étymologie
Son nom d'espèce, composé de yulong et du suffixe latin -ensis, « qui vit dans, qui habite », lui a été donné en référence au lieu de sa découverte, le mont enneigé Yulong.

## Publication originale
- Manthey, Denzer, Hou & Wang, 2012: Discovered in historical collections: two new Japalura species (Squamata: Sauria: Agamidae) from Yulong Snow Mountains, Lijiang Prefecture, Yunnan, PR China. Zootaxa, no 3200, p. 27-48.